# Демин (хутор)
Демин — хутор в Советском районе Ростовской области.
Входит в состав Советского сельского поселения.

## Население
| 2010 |
| ---- |
| 29   |

## Улицы
На хуторе имеется одна улица — Заречная.